# 大政穗積
大政　穗積（おおまさ ほづみ、1929年6月12日 - 2007年9月19日）は、日展会友として京都、奈良、愛媛県の神社仏閣、鎧、風景等を画き続けた京都市在住の日本画家である。特に人物画は妻と幼子を描いた１点のみであり、今も大政邸に保管されている。

## 来歴・人物
1929年愛媛県松山市に生れる。小野竹喬に師事し、1952年京都市立美術大学（現：京都市立芸術大学）日本画科を経て制作活動を続ける。1959年京展 市長賞受賞を受賞し、福田平八郎に認められる。翌年以降は1960年京展　NHK賞受賞、1961年京展 紅賞受賞、1962年朝日新人展 招待出品をし、1963年に日展初入選する。以降入選回数25回。また、同年からの3年間の第1回京都秀作展、第2回京都秀作展、第3回京都秀作展推薦出品をする。その後1967年には日春展に初入選し、以降22回の入選を果たす。
1973年には京の百景展より「福知山城跡」の製作を依頼され、1978年には日春展奨励賞受賞する。その後岩手県盛岡市の清養院の大襖絵製作を1983年に受け、墨絵にて大胆な構図を画く。翌年1984年日展にて、出品作品「昼さがり」が特選を受賞する。翌年の日展には無鑑査出品を行った他、第19回文化庁現代美術選抜展への出品もする。長年の制作活動を認められ、1987年京の四季展にて「岩船寺」の製作を依嘱される。
1988年には髙島屋（東京日本橋店、京都店）において個展〔企画展〕を開催した他、1989年にはテレビ愛媛による個展「伊予路の旅展」を開催する。数々の制作活動を通して1991年の日春展に於いては出品作品の「山里」が外務省買上となる。
1991年には再度高島屋の（京都店、大阪店、東京日本橋店）において1992年2月までの間、個展を開催し数多くのギャラリーからの支持を得る。また1995年には現代京都の日本画展に建都1200年展として製作依頼を受け出品する。
長年師と仰ぎ指導を受け続けた小野竹喬が1971年に他界した後、髙山辰雄の師事を晩年まで受ける。
1996年中頃病に倒れる。リハビリテーションを通して制作活動復帰する為にも重度の後遺症と闘い続けたが、2007年9月19日死去。行年79（78歳没）